# 阿南インターチェンジ
阿南インターチェンジ（あなんインターチェンジ）は、徳島県阿南市下大野町に整備中のインターチェンジである。本ICを境に北方面が徳島南部自動車道、南方面が阿南安芸自動車道（桑野道路）となる。

## 歴史
- 2006年（平成18年）11月：無料化につき用地縮小（料金所削除）案を発表。
- 2024年（令和6年）9月27日：IC名称が「阿南IC」に正式決定[1]。
- 2025年（令和7年）度：小松島南IC - 阿南IC間開通に伴い、供用開始予定[2]。

## 周辺
- 那賀川
- 日亜化学工業本社
- キョーエイ上中店
- セブン上中店
- 阿南市立阿南第一中学校
- 徳島県立阿南支援学校
- 徳島県立阿南光高等学校
- 阿南市消防署西出張所
- 明谷梅林

## 接続する道路
- 徳島県道22号阿南勝浦線

## 料金所
無料道路として整備される為、料金所は設置されない予定。

## 隣
E55 徳島南部自動車道
阿南IC - 小松島南IC
E55 阿南安芸自動車道（桑野道路）
阿南IC - 長生IC